# Vilém Albrecht Montenuovo
Vilém Albrecht (Albert) kníže Montenuovo (německy Wilhelm Albrecht Fürst von Montenuovo, 8. srpen 1819, Parma – 7. duben 1895, Vídeň) byl rakouský a rakousko-uherský generál, syn arcivévodkyně a bývalé francouzské císařovny Marie Luisa a generála Adama Neipperga, mimo jiné nevlastní bratr Napoleona II. Od mládí sloužil v rakouské armádě, nakonec dosáhl hodnosti generála jezdectva (1867), v letech 1866–1870 byl zemským velitelem v Českém království. Byl též rytířem Řádu zlatého rouna a v roce 1864 byl povýšen do knížecího stavu. Jeho syn Alfred Montenuovo byl dlouholetým nejvyšším hofmistrem císaře Františka Josefa.

## Původ a dětství
Hrabě Vilém Albert Neipperg se narodil v roce 1819 v Parmě v Parmském vévodství. Byl nemanželským synem Adama Alberta z Neippergu (1775–1829) a jeho druhé manželky, Marie Luisy (1791–1847), dcery Františka II., císaře Svaté říše římské a jeho manželky Marie Terezy Neapolsko-Sicilské. Jeho matka byla jako druhá manželka Napoleona I. v letech 1810–1814 francouzskou císařovnou. Od roku 1817 vládla jako parmská vévodkyně. Po smrti jejího manžela Napoleona v roce 1821 na ostrově Svatá Helena, se Marie Luisa morganaticky provdala za Adama Alberta. Vilém Albrecht byl tedy polorodým bratrem Napoleona II.

## Vojenská kariéra

Knížecí erb rodu Montenuovo

V roce 1838 nastoupil do řad rakouské armády jako poručík a vzhledem ke svému původu rychle postupoval v hodnostech (nadporučík 1839, major 1843, podplukovník 1847, plukovník 1848). V revolučním roce 1848 bojoval pod maršálem Radeckým v Itálii, v roce 1849 vynikl v několika bitvách proti povstalcům v Uhrách. V roce 1849 byl povýšen do hodnosti generálmajora, téhož roku obdržel Řád Marie Terezie, s ohledem na součinnost rakouské a ruské armády v Uhrách získal také několik vyznamenání od ruského cara. V roce 1854 byl povýšen na polního podmaršála. V roce 1859 se jako velitel jízdní divize zúčastnil války se Sardinií, bojoval v bitvě u Magenty a Solferina, kde byla rakouská armáda poražena francouzsko-sardinskou armádou. V roce 1860 byl jmenován c. k. tajným radou a jako velitel pluku sloužil ve Vídni. V letech 1861–1866 byl vrchním velitelem v Sedmihradsku a nakonec zemským velitelem v Českém království se sídlem v Praze. V roce 1867 byl povýšen do hodnosti generála jezdectva, téhož roku obdržel Řád zlatého rouna. V roce 1878 odešel do výslužby a od té doby žil v soukromí ve Vídni. Sídlil v paláci v ulici Strauchgasse ve vídeňském Starém Městě, dědictví po matce.

## Kníže z Montenuovo
Původně po otci užíval titul hraběte z Neippergu, v roce 1864 získal titul kníže z Montenuovo, což je italský překlad německého jména Neipperg (Neuberg).

## Manželství
V roce 1850 se ve Vídni oženil s hraběnkou Julianou Batthyány-Strattmann (1827–1871), mladší dcerou hraběte Jana Křtitele Batthyány-Strattmann a jeho manželky, hraběnky Marie Esterházy de Galántha. Juliana byla c. k. palácovou dámou a dámou Hvězdového řádu. Prostřednictvím tohoto sňatku získal kníže Montenuovo zámky Margarethen am Moos (Dolní Rakousy) a Peuerbach (Horní Rakousy). Měli spolu tři děti:
- Albertina princezna Montenuovo (30. červen 1853 – 13. listopad 1895), provdaná v roce 1873 za hraběte Zygmunta Wielopolského, markýze Gonzaga-Myszkowského.
- Alfréd kníže Montenuovo (16. září 1854 – 6. září 1927), v roce 1879 se oženil s hraběnkou Františkou Kinskou z Vchynic a Tetova.
- Marie princezna Montenuovo (10. září 1859 – 2. březen 1911), v roce 1878 se vdala za hraběte Antala Apponyiho de Nagy-Appony.

## Vyznamenání

### Parma
- Řád konstantiniánských rytířů sv. Jiří
- Řád sv. Ludvíka za zásluhy

### Rakousko
- Řád zlatého rouna
- Vojenský řád Marie Terezie
- Císařský rakouský řád Leopoldův
- Vojenský záslužný kříž

### Ostatní
- Řád červené orlice
- Řád sv. Anny
- Řád sv. Stanislava
- Řád sv. Vladimíra
- Řád slávy (Osmanská říše)
- Maltézský řád